# 新蟹江村
新蟹江村（しんかにえむら）は、かつて愛知県海東郡にあった村。
現在の海部郡の南部に該当する。

## 歴史
- 1889年（明治22年）10月1日 - 蟹江新田と鍋蓋新田が合併し、新蟹江村が発足。
- 1906年（明治39年）7月1日 - 蟹江町、西ノ森村、須成村と合併し、蟹江町発足。同日新蟹江村は廃止。